# 커피베이
커피베이(COFFEEBAY)는 백진성이 만든 대한민국 카페 프랜차이즈 브랜드로 커피와 베이커리를 주로 판매하고, 음료, 스낵, 스틱커피 등 MD도 함께 제공하는 커피 전문 체인점이다.

## 역사
커피베이는 대한민국을 대표하는 카페 프랜차이즈 브랜드로서 2009년 법인 설립 후 그해 12월에 정식 런칭 했다. 2012년도에는 런칭 2년 만에 100호점을 오픈 했으며, 2013년도에는 200호점 오픈을 돌파, 현재 전국 약 500여 개의 가맹점을 운영 중이다. 2012년 한국 프랜차이즈 대상에서 첫 수상한 데 이어 매년 시상대에 오르며, 2022년에는 10년 연속 수상 타이틀을 얻었다. 또한, 2016년에는 ‘제17회 한국프랜차이즈 대상-국무총리표창’을 수상한 이력이 있다. 이 외에도 중소기업청의 ‘우수 프랜차이즈’ 9년 연속 지정 및 5년 연속 1등급 인증, 한국공정거래조정원 ‘착한 프랜차이즈’ 2년 연속 선정 및 우수 상생 프랜차이즈 TOP3로 지정된 바 있다.(2022년 기준)

## 해외 진출
2012년 본격적으로 해외진출을 준비해 2013년 KOTRA로부터 ‘해외진출 선도기업’으로 인증 받았으며, 2013년 중국 마스터 프랜차이즈를 계약해 현재 중국 현지에 매장을 운영 중에 있다. 2015년도는 미국 대형 유통업체 ‘Wal-Mart’와 입점 파트너십을 체결, 미국 현지 법인 COFFEEBAY INTERNATIONAL INC를 설립하여 현재 미국 월마트 2개 지점에 직영 매장을 오픈 운영 중이다. 2016년도는 필리핀 대표 쇼핑몰 SM Mall과 입점 계약을 체결하고 필리핀 현지 법인 Coffeebay Philippines Corp를 설립, 현재 SM Seaside Mall 내 직영 매장 1호점, 2호점은 세부 IT PARK에 오픈하여 운영 중이다. 2017년에는 미국 캘리포니아주에서 프랜차이즈 사업자 정보공개서 FDD(Franchise Disclosure Document)를 승인 받았다.

## 매장 지역
- 서울특별시 : 110개
- 부산광역시 : 24개
- 대구광역시 : 5개
- 인천광역시 : 32개
- 광주광역시 : 10개
- 대전광역시 : 15개
- 울산광역시 : 13개
- 세종특별자치시 : 6개
- 경기도 : 155개
- 강원특별자치도 : 24개
- 충청북도 : 9개
- 충청남도 : 11개
- 전북특별자치도 : 7개
- 전라남도 : 13개
- 경상북도 : 15개
- 경상남도 : 9개
- 제주특별자치도 : 7개